# Moneuptychia
Genre
Moneuptychia est un genre de papillons de la famille des Nymphalidae et de la sous-famille des Satyrinae.

## Dénomination
Le nom de Moneuptychia leur a été donné par Walter Forster en 1964.

## Liste des espèces
- Moneuptychia griseldis (Weymer, 1911) ; présent au Brésil.
- Moneuptychia melchiades (Butler, 1877) ; présent en Argentine.
- Moneuptychia paeon (Godart, [1824]) ; présent au Brésil.
- Moneuptychia soter (Butler, 1877) ; présent au Brésil.
- Moneuptychia umuarama (Ebert & Dias, 1997) ; présent au Brésil.

### Source
- funet